# Lethrinops lethrinus
Lethrinops lethrinus är en fiskart som först beskrevs av Günther, 1894.  Lethrinops lethrinus ingår i släktet Lethrinops och familjen Cichlidae. IUCN kategoriserar arten globalt som livskraftig. Inga underarter finns listade i Catalogue of Life.